# Hans Christian Ørsted
Hans Christian Ørsted (Rudkøbing, 14 agosto 1777 – Copenaghen, 9 marzo 1851) è stato un fisico e chimico danese, che ha avuto un ruolo fondamentale nella comprensione dell'elettromagnetismo.
Fu infatti lui che nel 1820, in un suo celebre esperimento, scoprì che un filo percorso da una corrente elettrica genera un campo magnetico. L'ago della bussola devia infatti dal polo nord magnetico se viene avvicinato a un cavo in cui passa corrente elettrica; questo dimostrò che elettricità e magnetismo sono fenomeni collegati. 
La legge di Oersted, e l'unità di misura del campo magnetico detta "Oersted" (Oe) nel Sistema CGS, furono chiamati così in suo onore.

## Biografia

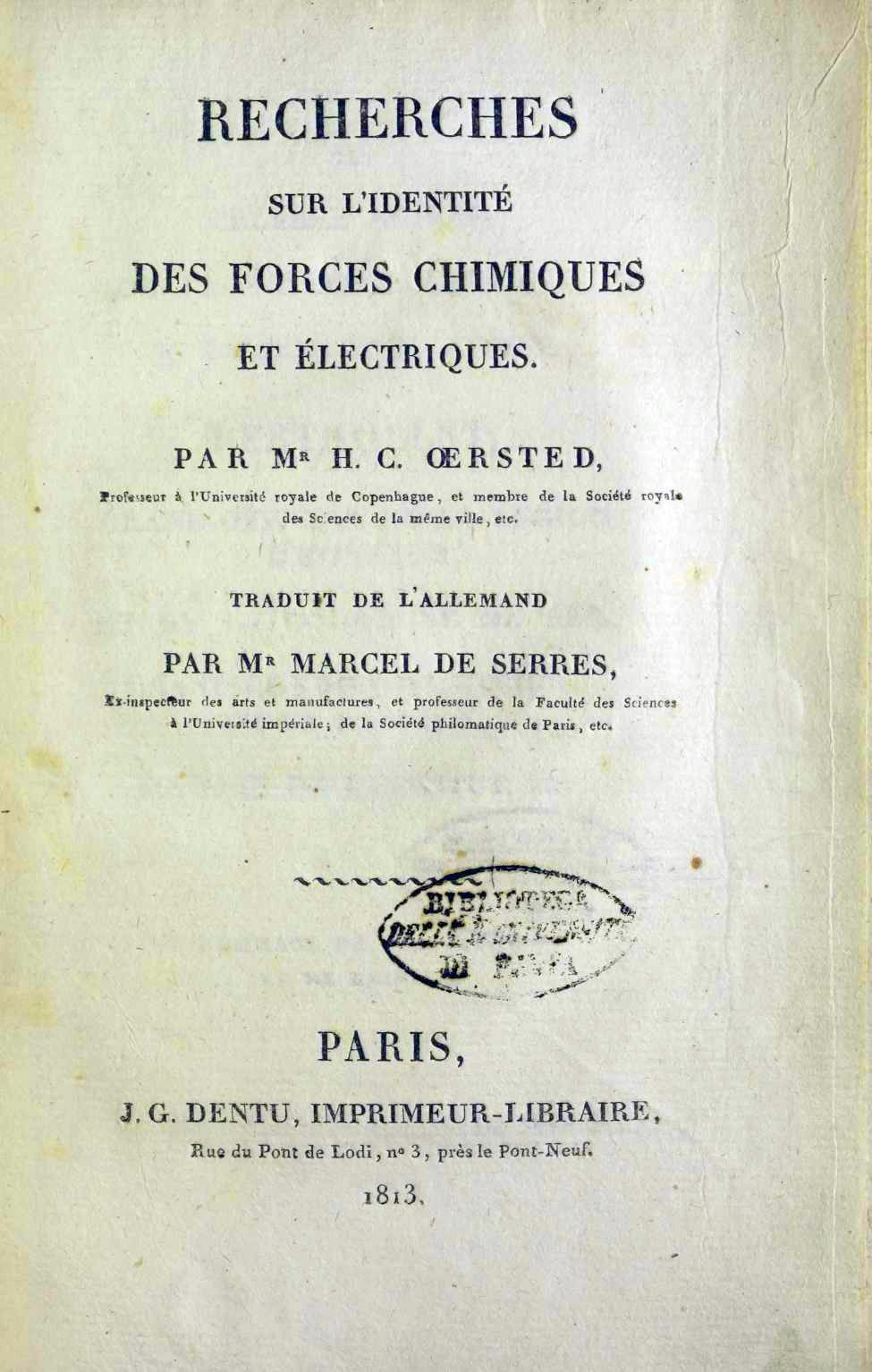
Ansicht der chemischen Naturgesetze, durch die neueren Entdeckungen gewonnen, 1813.

Der Geist in der Natur, v. 1.

Hans Christian Ørsted era figlio di Søren Christian Ørsted e Karen Hermandsen. Suo padre era farmacista di Rudkøbing, sull'isola di Langeland. Poiché la città natale, che all'epoca contava meno di un migliaio di abitanti, era priva di scuole pubbliche, ad Hans e al fratello Anders Sandøe furono impartite lezioni domestiche da un parruccaio tedesco di nome Christian Oldenburg e dalla moglie danese. I due educatori abitavano di fronte alla farmacia di famiglia. Successivamente, Hans e il fratello Anders, che diventerà professore di diritto e importante politico, entrarono nel 1794 all'Università di Copenaghen.
Il 20 maggio del 1797 Hans Christian si laureò in farmacia con il massimo dei voti, e nello stesso mese vinse un concorso di saggistica, conseguendo la medaglia d'oro. Successivamente, all'inizio dell'Ottocento, iniziò a studiare i fenomeni di galvanizzazione. Il 5 settembre 1799, egli discusse la tesi di dottorato in filosofia, redatta in latino e intitolata Dissertatio de forma metaphysices elementaris naturae externae (Dissertazione sulla struttura della metafisica elementare della natura esterna), dove analizzava un trattato del filosofo tedesco Immanuel Kant scritto nel 1786 e dedicato ai principi metafisici delle scienze naturali. Nel 1801 vinse una borsa di studio che gli consentì di viaggiare in Germania ed in Francia; nel corso di questo viaggio egli conobbe il fisico tedesco Johann Ritter, che lo influenzò molto.
Tornato in patria nel 1806, Ørsted divenne professore straordinario di Fisica presso la facoltà di Filosofia dell'università di Copenaghen, dove le sue prime ricerche si focalizzarono sulle correnti elettriche e sulle figure acustiche scoperte alla fine del Settecento dal fisico tedesco Ernst Chladni. Nel 1814 sposò Inger Brigitte Ballun, da cui avrà cinque figlie e tre figli. Brigitte era di dodici anni più giovane di lui e figlia orfana di un pastore evangelico ed era stata fino al momento della promessa di matrimonio (avvenuta quattro mesi prima del 17 maggio 1814) la governante del padre Søren Christian. Nel 1815 divenne segretario della Accademia Danese delle Scienze e delle Lettere.
Nel 1820 egli compì un esperimento (noto come esperimento di Ørsted), che dimostrava una prima relazione tra elettricità e magnetismo: le correnti elettriche generano un campo magnetico, principio alla base dell'elettromagnetismo. Osservando il comportamento di una bussola posta in prossimità di un filo elettrico, concluse che le correnti elettriche generano campi magnetici le cui linee di forza sono chiuse intorno alla corrente che li ha prodotti.
L'annuncio della scoperta provocò grande interesse negli ambienti accademici, André-Marie Ampère ripeté l'esperimento e formulò il principio dell'elettromagnetismo in forma matematica. Oltre agli studi sull'elettromagnetismo, Ørsted compì studi sulla compressione dei gas e dei liquidi e sui materiali diamagnetici, scoprì la piperina, un alcaloide presente nel pepe, e produsse per la prima volta l'alluminio.
Nel 1824 fondò la Società per la Diffusione delle Scienze Naturali, ancora esistente ed attiva, che dal 1908 assegna la Medaglia Ørsted, un importante riconoscimento destinato a coloro che si distinguono nel campo della fisica.
Oltre alle sue opere scientifiche, scrisse anche opere di poesia e prosa: poco prima della sua morte pubblicò una serie di articoli con il titolo L'anima nella natura, in cui espresse i fondamenti della sua filosofia.
Alla morte avvenuta nel 1851, Hans Christian Ørsted fu sepolto nell'ala Nørrebro del cimitero di Copenaghen.
Fu membro della Massoneria.
Gli è stato dedicato un asteroide, 16583 Oersted

## Opere
- (FR) Ansicht der chemischen Naturgesetze, durch die neueren Entdeckungen gewonnen, Paris, Jean Gabriel Dentu, 1813.
- (DE) Hans Christian Ørsted, Aanden i Naturen, vol. 1, Leipzig, Lorck, 1854.
- (DE) Hans Christian Ørsted, Aanden i Naturen, vol. 2, Leipzig, Lorck, 1854.